# Sinocyclocheilus broadihornes
Sinocyclocheilus broadihornes är en fiskart som beskrevs av Li och Mao 2007. Sinocyclocheilus broadihornes ingår i släktet Sinocyclocheilus och familjen karpfiskar. Inga underarter finns listade i Catalogue of Life.